# Три короны
«Три короны» (швед.  tre kronor, встречается транскрипция тре крунур) — национальный геральдический символ Швеции, который присутствует на государственном гербе Швеции и состоит из трёх открытых корон, расположенных две над одной, на голубом фоне. Этот государственный символ Швеции моложе льва Фолькунгов.

## История и значение
В 1539 году Олаф Магнус отметил, что Три короны — это исторический символ государства свеев, а Лев Фолькунгов — символ государства гётов. Чуть позже Юнас Петри Клинт объяснял его как символ трех основных богатств Швеции: гор, лесов и воды. Иоханнес Шефферус предполагал, что три короны символизируют трех скандинавских языческих богов: Тора, Одина и Фрейра: эта точка зрения становится очень популярной среди готицистов в XVII и XVIII веках. В конце XIX века историки братья Хильдебрандт выдвинули предположение, что Три короны являлись шведским вариантом герба Альбрехта Мекленбургского. Во времена Кальмарской унии Три короны присутствовали и на гербе королевы Маргариты. В 1980-е годы французские историки нашли доказательство, что Три короны использовались в качестве символа Швеции ещё в 1330-е годы королем Магнусом Эриксоном: герб Три короны входит в рисованный фриз в Папском дворце в Авиньоне. На этом фризе представлены гербы всех кардиналов и государств, которые в 1336 году участвовали в планах Крестового похода.
Однако сам герб с тремя коронами использовался и раньше. В XIII веке они появились на гербе Кёльна как символ Трёх Святых королей, мощи которых были перевезены в Кёльн из Милана в 1164 году Фридрихом Барбароссой. В средневековой традиции Три короны считались гербом легендарного короля Артура. С 1294 году этот герб использовал и краковский епископ Ян Муската, после чего он стал гербом всего краковского епископства, а в XV веке также и гербом Виленского капитула.
С 1938 года Три короны присутствуют также на спортивной форме национальной сборной Швеции по хоккею. С 1982 года использование Трёх корон как символа Швеции защищено законом.

## Другие гербы с тремя коронами
- Нижняя часть исторического герба Галиции;
- Герб ирландской провинции Манстер (бывший частью герба Ирландии в период до Второй мировой войны);
- Герб Оксфордского университета (в комбинации с книгой);
- Герб французского острова Сен-Бартельми, который с конца XVIII века более ста лет являлся шведской колонией;
- Герб города Выборга, который с конца XIII века до Ништадтского мира 1721 года, заключенного по итогам Северной войны и закрепившего Выборг за Россией, был шведским.